# Periglischrus
Periglischrus es un género ácaros perteneciente a la familia Spinturnicidae.

## Especies
Periglischrus Kolenati, 1857
- Periglischrus caligus Kolenati, 1857
- Periglischrus eurysternus Morales-Malacara & Juste, 2002
- Periglischrus leptosternus Morales-Malacara & Lopez-Ortega, 2001
- Periglischrus steresotrichus Morales-Malacara & Juste, 2002
- Periglischrus thomasi (Machado-Allison, 1965)